# 알자마이

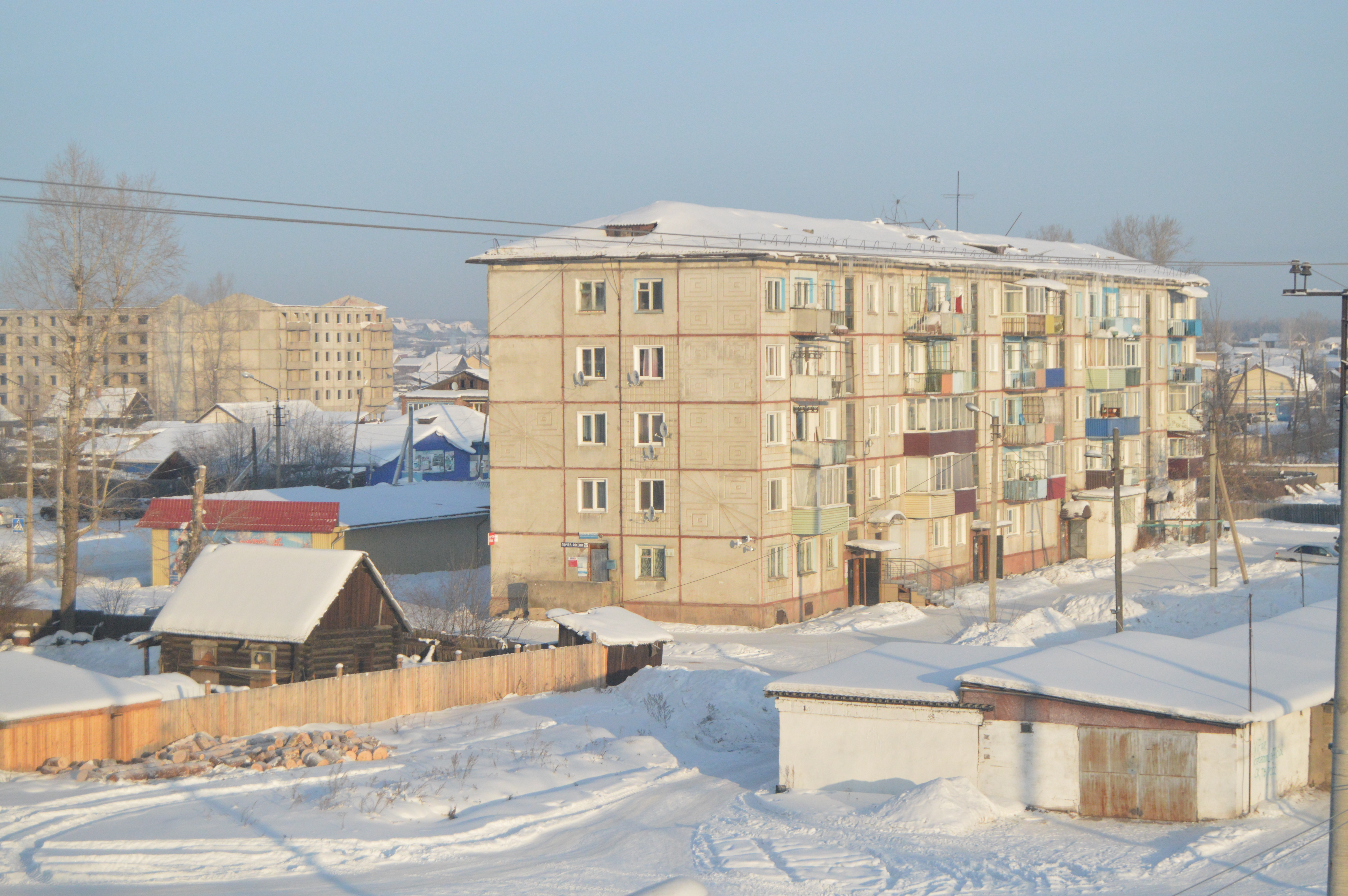

알자마이(러시아어: Алзама́й)는 이르쿠츠크주에 속해 있는 도시이다. 토포로크강(안가라강의 지류)이 이르쿠츠크에서 남서쪽으로 600 km지점에서 흐른다.